# セントクレア川

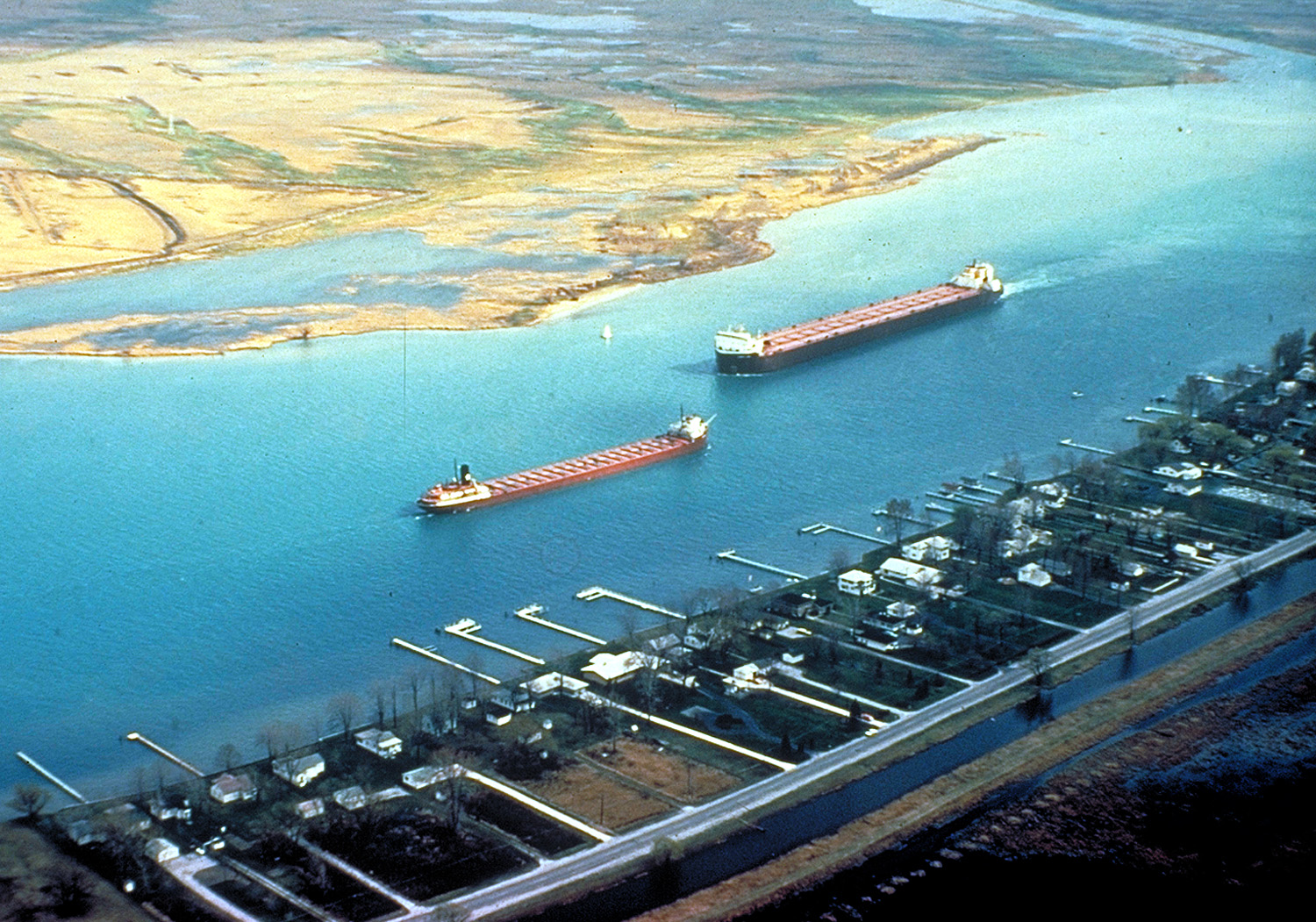
セントクレア川下流を航行する五大湖の貨物船、写真はアメリカ合衆国側から対岸のカナダを望む。

セントクレア川（セントクレアがわ、英: St. Clair River）は、長さ40.5マイル (65.2 km)、北アメリカ大陸の中央部でヒューロン湖からセントクレア湖を繋ぐ河川である。カナダ＝アメリカ合衆国国境の一部をなし、カナダのオンタリオ州とアメリカ合衆国のミシガン州が両岸にある。五大湖の上流から下流に進む貨物船が航行する水路である五大湖水路の重要な部分である。

## 位置
セントクレア川は「海峡」と見なす者もおり、ヒューロン湖の南端から南にセントクレア湖の北端を繋いでいる。セントクレア湖に注ぐ地点近くでは幾つかの水路に分岐し、セントクレア・フラットと呼ばれる広いデルタ地帯を形成している。

## 大きさ
セントクレア川の長さは40.5マイル (65.2 km) あり、ヒューロン湖の水面とセントクレア湖の水面の高低差5フィート (1.5 m) を流れる。流量は平均約182,000立方フィート/毎秒 (5,200 m3/s), 、水域面積は223,600平方マイル (579,000 km2) ある。この数字にはヒューロン湖、ミシガン湖、スペリオル湖の流域面積を加算したものを考慮してある。

## 歴史
18世紀、フランス人ヴォイアジャーズ（運び屋）とクーリュール・デ・ボワ（森の民）が、ヨーロッパの王族のために毛皮を積んだカヌーでセントクレア川を航行した。19世紀半ば、現在のミシガン州マリーンシティで建造された船が移民を上流に運び、さらにアメリカ合衆国西部の新しい故郷に向かわせた。20世紀、五大湖の上流側から開拓者の労働によって生産された鉄鉱石、銅、穀物を貨物船が下流に運んだ。

## 流域

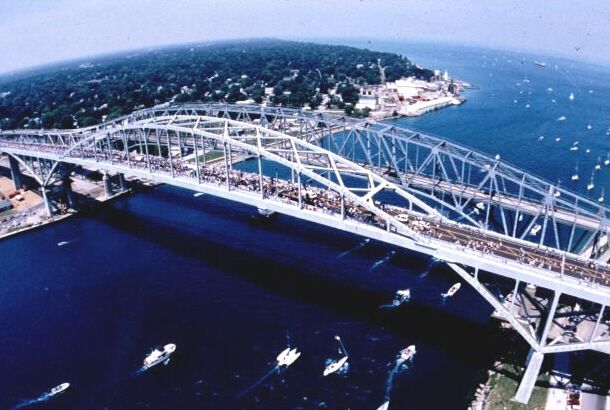
セントクレア川の最上流、ヒューロン湖から注ぐ所、2つのブルーウォーター橋が架かる。

セントクレア川と、カナダ側オンタリオ州ラムトン郡にある支流を合わせて103,210エーカー (417.70 km2) の流域がある。ただし、これにはセントクレア湖に直接注ぐシデナム川の流域を含んでいない。ミシガン州では、ラピーア郡、マコーム郡、サニラック郡、セントクレア郡にあるブラック川、パイン川、ベル川の流域合わせて780,600エーカー (3159 km2) ある。バンス・クリークとマリーンシティ周辺の流域は比較的小さい。

## 島
- スタグ島、オンタリオ州コルナとミシガン州メアリーズビルの間にある。
- フォーン島、オンタリオ州ポートラムトンとミシガン州マリーンシティの近くにある。
- ウォルポール、シーウェイ、バセット、スキレル、ポットワタミ、セントアン、ディッキンソン、ラッセル、ハーセンズ各島は、セントクレア川がミシガン州アルゴナック近くでセントクレア湖に注ぐ所にある。これらの島は五大湖では唯一の大きなデルタ地帯である「セントクレア・フラッツ」を形成している。北アメリカの清水域にあるデルタとして最大である。このデルタにある諸島のうち6つは、ウォルポール・アイランド・ファースト・ネーションが使う保留地である。

## 土地の利用
オンタリオ州とミシガン州の川から離れた流域の大半は農業に使われている。森林や湿地の名残が残っているが、ヨーロッパ人が開拓を始めて以来、大幅に減少して来た。
セントクレア川両岸の大半は都市化され、工業地帯になっている。隣接するミシガン州ポートヒューロンや川の北端にあるオンタリオ州サーニアで、集中的な開発が行われた。工業の最大の集中（大型の石油化学プラントを含む）はサーニアの南、オンタリオ州側の岸にある。
セントクレア川沿いの幾つかの町は、飲料水の水源としてセントクレア川に依存している。ミシガン州住人の約3分の1から2分の1は、セントクレア川とデトロイト川から上水を得ている。石油精製、化学、製紙、製塩などの工業および発電所はその運転に高品質の水を必要としているが、近年、これらの作業が汚染物を排出して川水を汚染させたという事例も発生して来た。

## 陸の生息域
セントクレア河岸とフラットにある土地には2つの生態系がある。アップランド（高台）と遷移域の双方は通常地下水面より上にあるが、時として洪水が起きている。
アップランドの森は落葉樹であり、その多くは生育する北限に近い。ヨーロッパ人が入ってくる以前にあった樹木は農業、工業あるいは都市化のために伐採された。オークのサバンナや湖畔平原のプレーリーのような残っている森は川の南の方、特にセントクレア川のデルタ地帯にある島やミシガン州側にあるアルゴナック州立公園で見られる。
遷移域の生物は低地で豊富であり、低木移行帯、湿地草原、スゲの湿地、および島の湖岸と浜に分類される。この生息域には水と陸の哺乳類、鳴き鳥、水鳥、昆虫、送粉者、爬虫類、両生類など多様な生物が生息している。

## 水の生息域
セントクレア川の水生息域には、ブルーウォーター橋に近い、深く速い流れの所から、セントクレアに出て行く点に近い浅く緩り流れる所まである。
各地には水に適応した特徴ある生物が居る
- 大型植物、 海藻
- 底生性無脊椎動物（湖や川の底に住む生命体）
- 植物プランクトンと動物プランクトン（浮遊性動植物）
- 抽水植物（水面上に出る植物）
- 魚類（小魚から大型魚まで）

## 懸念領域

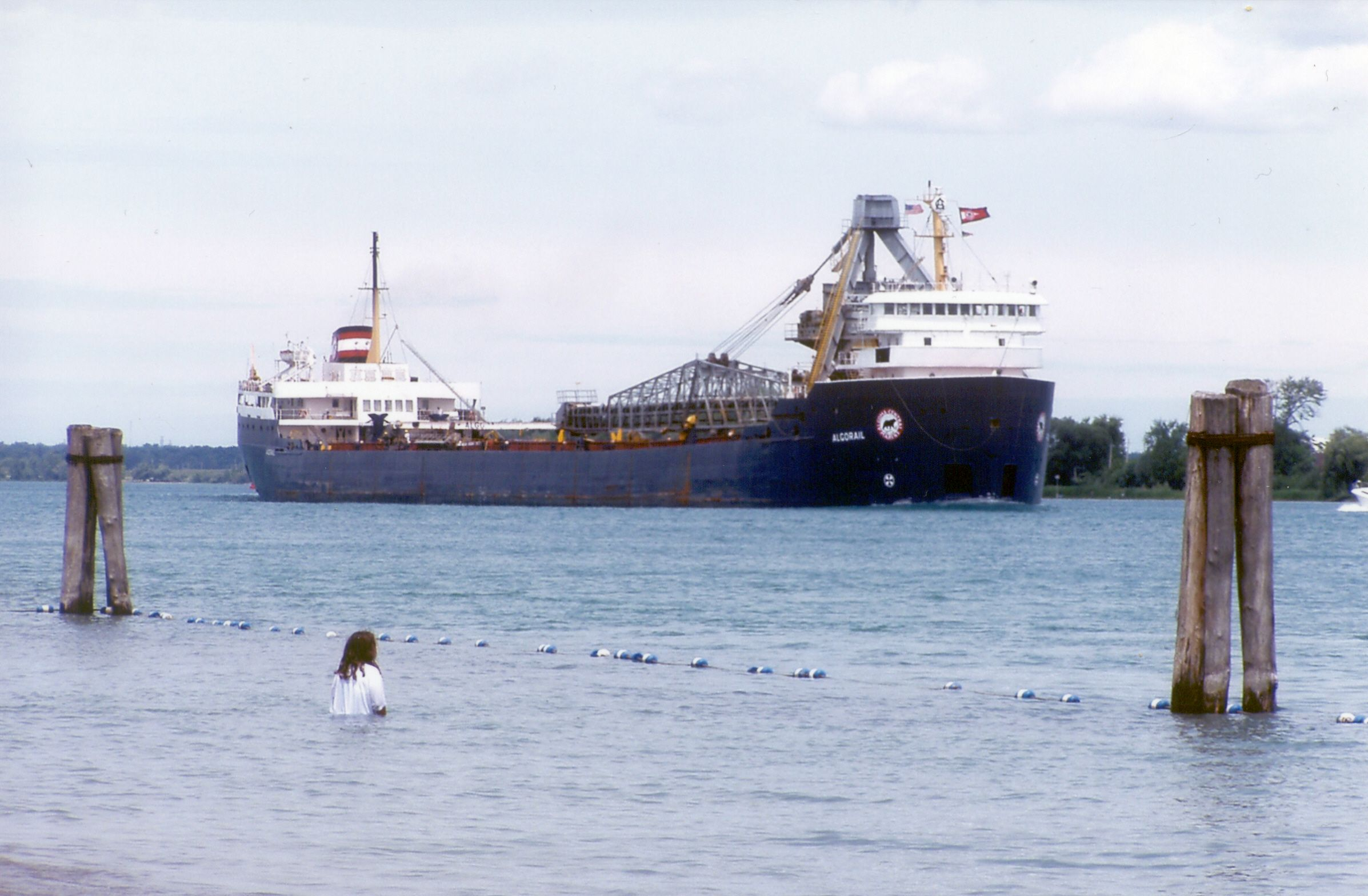
セントクレア川のアルゴレイル下流を航行するカナダの貨物船。

セントクレア川はバクテリア、重金属、毒性有機物のような汚染物故に懸念領域に挙げられている。それらは生活排水や工業廃水、都市と田園部の溢流水、合流下水氾濫水、および汚染堆積物から出ている。
セントクレア川懸念領域には、北端のブルーウォーター橋から、南端のシーウェイ島までの全長と、西はセントジョンズ湿地から東はセントクレア湖ミッチェルズ湾の北岸までが含まれている。アンカー湾は含まれない。
五大湖合意によって浄化手段を開始するために是正行動計画が創設された。
- 魚類消費の制限
- 鳥と動物の奇形
- 底生生物の減少
- 浚渫作業の制限
- 飲料水消費の制限
- 湖浜の閉鎖
- 美学の減少
- 農業と工業の追加投資
- 魚類と野生生物生息域の喪失

セントクレア川懸念領域の是正行動計画は1985年に始められた。是正行動計画チームと呼ばれる2国共同グループが1987年に設立され、計画を策定し、適切で妥当な官庁の関与を保証している。このチームには連邦政府、州、地方政府の代表が入っている。
1985年にダウ・ケミカルから排出された溢流水のために、セントクレア川の底にテトラクロロエチレン（パークロロエチレン）の大きな汚染物が発見された。現在もそこに留まり、緩り水に溶けている。

## 浸食と五大湖の排水
連邦政府は、セントクレア川で川底を浚渫したことで、長期にわたって五大湖のヒューロン湖やミシガン湖の水位を約16インチ (406 mm) 下げてきたことを認識して来た。近年アメリカ合衆国とカナダ政府が行った五大湖水位の調査では、1960年代初期に行われた最後のセントクレア川浚渫計画以来、予期できない浸食によって水位を3ないし5インチ (75 - 125 mm) 下げたことが明らかになった。今日では、セントクレア川川底に人が手を入れるようになってから、湖面は2フィート (600 mm) 近く下がっている。

## 渡河
以下はセントクレア川を渡る橋と渡しのリストであり、セントクレア湖から上流のヒューロン湖に向かって並べてある。
| 渡河手段                             | 道路など                                                    | 場所                                                         |  |
| ------------------------------------ | ----------------------------------------------------------- | ------------------------------------------------------------ |  |
| ハーセンズ島フェリー                 | ミシガン州道154号線                                         | アルゴナックとハーセンズ島（セントクレア川の北水路を超える） |  |
| ラッセル島フェリー                   | 乗客のみ                                                    | アルゴナックとラッセル島                                     |  |
| ウォルポール・アルゴナック・フェリー | 自動車と乗客                                                | アルゴナックとウォルポール島                                 |  |
| ソンブラ・マリーンシティ・フェリー   | ミシガン州道29号線 セントクレア・パークウェイ               | マリーンシティとソンブラ                                     |  |
| セントクレア・トンネル               | カナディアン・ナショナル鉄道                                | ポートヒューロンとサーニア                                   |  |
| ブルーウォーター橋                   | 州間高速道路69号線 州間高速道路94号線 オンタリオ州道402号線 | ポートヒューロンとサーニア                                   |  |